# GLORIA (ZIGGYの曲)
「GLORIA」（グロリア）は、ZIGGYの2枚目及び5枚目のシングル。

## 概要
- オリジナル盤は1988年5月25日に「I'M GETTIN' BLUE」と同時発売。1989年にフジテレビ系テレビドラマ『同・級・生』の主題歌に起用され、2度目のシングルカット。約32.9万枚（オリコン3位）を売り上げ、ZIGGY最大のヒット曲となった。
- 作詞、作曲は森重樹一で、レパートリーを増やそうと思って書いた曲のひとつであったが、初めてバンドメンバーに聴かせた時は、歌謡曲要素が強かったためか反発を受けたと語っている。
- エリック・マーティン、ドラゴンフォース、髙橋真梨子、つるの剛士、EXILE TAKAHIRO、中島卓偉など国内外の多くのアーティストによってカバーされている。

## 収録曲
| #         | タイトル     | 作詞      | 作曲               | 時間 |
| --------- | ------------ | --------- | ------------------ | ---- |
| 1.        | 「GLORIA」   | 森重樹一  | 森重樹一           | 4:16 |
| 2.        | 「HOT LIPS」 | 森重樹一  | 戸城憲夫、松尾宗仁 | 3:26 |
| 合計時間: | 合計時間:    | 合計時間: | 合計時間:          | 7:42 |

| #         | タイトル              | 作詞      | 作曲      | 時間 |
| --------- | --------------------- | --------- | --------- | ---- |
| 1.        | 「GLORIA」            | 森重樹一  | 森重樹一  | 4:16 |
| 2.        | 「FEELIN' SATISFIED」 | 森重樹一  | 森重樹一  | 3:16 |
| 合計時間: | 合計時間:             | 合計時間: | 合計時間: | 7:32 |